# Romolo e Remo (Rubens)
Romolo e Remo è un dipinto a olio su tela (210x212 cm) realizzato tra il 1615 ed il 1616  dal pittore Peter Paul Rubens. È conservato nella Pinacoteca Capitolina di Roma.